# Campionati mondiali di curling
I Campionati mondiali di curling (WCC) sono una competizione che si svolge annualmente tra varie nazionali associate alla World Curling Federation. Normalmente il campionato si svolge tra la fine di marzo e l'aprile, ed è valido per le qualificazioni ai Giochi olimpici invernali.

## Storia
Il primo campionato ufficiale maschile si svolse nel 1959, a Edimburgo e Falkirk, in Scozia. Fino al 1967 il campionato fu chiamato Scotch Cup e vi parteciparono inizialmente solo il Canada e la Scozia, a cui si aggiunsero gli Stati Uniti (1961), la Svezia (1962), la Norvegia e la Svizzera (1964), la Francia (1966), la Germania ovest (1967) e l'Italia nel (1998). In seguito la competizione assunse la denominazione di campionato del mondo o mondiale (anche se dal 1968 al 1985 il nome ufficiale fu Air Canada Silver Broom) e vi si aggiunsero molte squadre di tutti i continenti.
Dall'anno 1979 iniziò anche il torneo femminile.

## Albo d'oro

### Maschile
| Anno | Luogo                            | Oro                                           | Argento                                       | Bronzo                                        |
| ---- | -------------------------------- | --------------------------------------------- | --------------------------------------------- | --------------------------------------------- |
| 1959 | Edimburgo, Falkirk, Perth        | Canada                                        | Scozia                                        | -                                             |
| 1960 | Ayr, Edimburgo, Glasgow          | Canada                                        | Scozia                                        | -                                             |
| 1961 | Ayr, Edimburgo, Kirkcaldy, Perth | Canada                                        | Scozia                                        | Stati Uniti                                   |
| 1962 | Edimburgo, Falkirk               | Canada                                        | Stati Uniti                                   | Scozia                                        |
| 1963 | Perth                            | Canada                                        | Scozia                                        | Stati Uniti                                   |
| 1964 | Calgary                          | Canada                                        | Scozia                                        | Stati Uniti                                   |
| 1965 | Perth                            | Stati Uniti                                   | Canada                                        | Svezia                                        |
| 1966 | Vancouver                        | Canada                                        | Scozia                                        | Stati Uniti                                   |
| 1967 | Perth                            | Scozia                                        | Svezia                                        | Stati Uniti                                   |
| 1968 | Pointe-Claire                    | Canada                                        | Scozia                                        | Stati Uniti                                   |
| 1969 | Perth                            | Canada                                        | Stati Uniti                                   | Scozia                                        |
| 1970 | Utica                            | Canada                                        | Scozia                                        | Svezia                                        |
| 1971 | Megève                           | Canada                                        | Scozia                                        | Stati Uniti                                   |
| 1972 | Garmisch-Partenkirchen           | Canada                                        | Stati Uniti                                   | Germania Ovest                                |
| 1973 | Regina                           | Svezia                                        | Canada                                        | Francia                                       |
| 1974 | Berna                            | Stati Uniti                                   | Svezia                                        | Svizzera                                      |
| 1975 | Perth                            | Svizzera                                      | Stati Uniti                                   | Canada                                        |
| 1976 | Duluth                           | Stati Uniti                                   | Scozia                                        | Svizzera                                      |
| 1977 | Karlstad                         | Svezia                                        | Canada                                        | Scozia                                        |
| 1978 | Winnipeg                         | Stati Uniti                                   | Norvegia                                      | Canada                                        |
| 1979 | Berna                            | Norvegia                                      | Svizzera                                      | Canada                                        |
| 1980 | Moncton                          | Canada                                        | Norvegia                                      | Svizzera                                      |
| 1981 | London                           | Svizzera                                      | Stati Uniti                                   | Canada                                        |
| 1982 | Garmisch-Partenkirchen           | Canada                                        | Svizzera                                      | Germania Ovest                                |
| 1983 | Regina                           | Canada                                        | Germania Ovest                                | Norvegia                                      |
| 1984 | Duluth                           | Norvegia                                      | Svizzera                                      | Svezia                                        |
| 1985 | Glasgow                          | Canada                                        | Svezia                                        | Danimarca                                     |
| 1986 | Toronto                          | Canada                                        | Scozia                                        | Stati Uniti                                   |
| 1987 | Vancouver                        | Canada                                        | Germania Ovest                                | Norvegia                                      |
| 1988 | Losanna                          | Norvegia                                      | Canada                                        | Scozia                                        |
| 1989 | Milwaukee                        | Canada                                        | Svizzera                                      | Norvegia Svezia                               |
| 1990 | Västerås                         | Canada                                        | Scozia                                        | Danimarca Svezia                              |
| 1991 | Winnipeg                         | Scozia                                        | Canada                                        | Norvegia Stati Uniti                          |
| 1992 | Garmisch-Partenkirchen           | Svizzera                                      | Scozia                                        | Canada Stati Uniti                            |
| 1993 | Ginevra                          | Canada                                        | Scozia                                        | Svizzera Stati Uniti                          |
| 1994 | Oberstdorf                       | Canada                                        | Svezia                                        | Germania Svizzera                             |
| 1995 | Brandon                          | Canada                                        | Scozia                                        | Germania                                      |
| 1996 | Hamilton                         | Canada                                        | Scozia                                        | Svizzera                                      |
| 1997 | Berna                            | Svezia                                        | Germania                                      | Scozia                                        |
| 1998 | Kamloops                         | Canada                                        | Svezia                                        | Finlandia                                     |
| 1999 | Saint John                       | Scozia                                        | Canada                                        | Svizzera                                      |
| 2000 | Glasgow                          | Canada                                        | Svezia                                        | Finlandia                                     |
| 2001 | Losanna                          | Svezia                                        | Svizzera                                      | Norvegia                                      |
| 2002 | Bismarck                         | Canada                                        | Norvegia                                      | Scozia                                        |
| 2003 | Winnipeg                         | Canada                                        | Svizzera                                      | Norvegia                                      |
| 2004 | Gävle                            | Svezia                                        | Germania                                      | Canada                                        |
| 2005 | Victoria                         | Canada                                        | Scozia                                        | Germania                                      |
| 2006 | Lowell                           | Scozia                                        | Canada                                        | Norvegia                                      |
| 2007 | Edmonton                         | Canada                                        | Germania                                      | Stati Uniti                                   |
| 2008 | Grand Forks                      | Canada                                        | Scozia                                        | Norvegia                                      |
| 2009 | Moncton                          | Scozia                                        | Canada                                        | Norvegia                                      |
| 2010 | Cortina d'Ampezzo                | Canada                                        | Norvegia                                      | Scozia                                        |
| 2011 | Regina                           | Canada                                        | Scozia                                        | Norvegia                                      |
| 2012 | Basilea                          | Canada                                        | Scozia                                        | Svezia                                        |
| 2013 | Victoria                         | Svezia                                        | Canada                                        | Scozia                                        |
| 2014 | Pechino                          | Norvegia                                      | Svezia                                        | Svizzera                                      |
| 2015 | Halifax                          | Svezia                                        | Norvegia                                      | Canada                                        |
| 2016 | Basilea                          | Canada                                        | Danimarca                                     | Stati Uniti                                   |
| 2017 | Edmonton                         | Canada                                        | Svezia                                        | Svizzera                                      |
| 2018 | Paradise                         | Svezia                                        | Canada                                        | Scozia                                        |
| 2019 | Lethbridge                       | Svezia                                        | Canada                                        | Svizzera                                      |
| 2020 | Glasgow                          | Cancellato a causa della pandemia di COVID-19 | Cancellato a causa della pandemia di COVID-19 | Cancellato a causa della pandemia di COVID-19 |
| 2021 | Calgary                          | Svezia                                        | Scozia                                        | Svizzera                                      |
| 2022 | Las Vegas                        | Svezia                                        | Canada                                        | Italia                                        |
| 2023 | Ottawa                           | Scozia                                        | Canada                                        | Svizzera                                      |
| 2024 | Basilea                          | Svezia                                        | Canada                                        | Italia                                        |
| 2025 | Moose Jaw                        | Scozia                                        | Svizzera                                      | Canada                                        |

### Femminile
| Anno | Luogo                  | Oro                                           | Argento                                       | Bronzo                                        |
| ---- | ---------------------- | --------------------------------------------- | --------------------------------------------- | --------------------------------------------- |
| 1979 | Perth                  | Svizzera                                      | Svezia                                        | Canada Scozia                                 |
| 1980 | Perth                  | Canada                                        | Svezia                                        | Scozia                                        |
| 1981 | Perth                  | Svezia                                        | Canada                                        | Norvegia                                      |
| 1982 | Ginevra                | Danimarca                                     | Svezia                                        | Scozia                                        |
| 1983 | Moose Jaw              | Svizzera                                      | Norvegia                                      | Canada                                        |
| 1984 | Perth                  | Canada                                        | Svizzera                                      | Germania Ovest                                |
| 1985 | Jönköping              | Canada                                        | Scozia                                        | Svizzera                                      |
| 1986 | Kelowna                | Canada                                        | Germania Ovest                                | Svezia                                        |
| 1987 | Chicago                | Canada                                        | Germania Ovest                                | Svizzera                                      |
| 1988 | Glasgow                | Germania Ovest                                | Canada                                        | Svezia                                        |
| 1989 | Milwaukee              | Canada                                        | Norvegia                                      | Germania Ovest Svezia                         |
| 1990 | Västerås               | Norvegia                                      | Scozia                                        | Canada Danimarca                              |
| 1991 | Winnipeg               | Norvegia                                      | Canada                                        | Scozia Svezia                                 |
| 1992 | Garmisch-Partenkirchen | Svezia                                        | Stati Uniti                                   | Canada Svizzera                               |
| 1993 | Ginevra                | Canada                                        | Germania                                      | Norvegia Svezia                               |
| 1994 | Oberstdorf             | Canada                                        | Scozia                                        | Germania Svezia                               |
| 1995 | Brandon                | Svezia                                        | Canada                                        | Norvegia                                      |
| 1996 | Hamilton               | Canada                                        | Stati Uniti                                   | Norvegia                                      |
| 1997 | Berna                  | Canada                                        | Norvegia                                      | Danimarca                                     |
| 1998 | Kamloops               | Svezia                                        | Danimarca                                     | Canada                                        |
| 1999 | Saint John             | Svezia                                        | Stati Uniti                                   | Danimarca                                     |
| 2000 | Glasgow                | Canada                                        | Svizzera                                      | Norvegia                                      |
| 2001 | Losanna                | Canada                                        | Svezia                                        | Danimarca                                     |
| 2002 | Bismarck               | Scozia                                        | Svezia                                        | Norvegia                                      |
| 2003 | Winnipeg               | Stati Uniti                                   | Canada                                        | Svezia                                        |
| 2004 | Gävle                  | Canada                                        | Norvegia                                      | Svizzera                                      |
| 2005 | Paisley                | Svezia                                        | Stati Uniti                                   | Norvegia                                      |
| 2006 | Grande Prairie         | Svezia                                        | Stati Uniti                                   | Canada                                        |
| 2007 | Aomori                 | Canada                                        | Danimarca                                     | Scozia                                        |
| 2008 | Vernon                 | Canada                                        | Cina                                          | Svizzera                                      |
| 2009 | Gangneung              | Cina                                          | Svezia                                        | Danimarca                                     |
| 2010 | Swift Current          | Germania                                      | Scozia                                        | Canada                                        |
| 2011 | Esbjerg                | Svezia                                        | Canada                                        | Cina                                          |
| 2012 | Lethbridge             | Svizzera                                      | Svezia                                        | Canada                                        |
| 2013 | Riga                   | Scozia                                        | Svezia                                        | Canada                                        |
| 2014 | Saint John             | Svizzera                                      | Canada                                        | Russia                                        |
| 2015 | Sapporo                | Svizzera                                      | Canada                                        | Russia                                        |
| 2016 | Swift Current          | Svizzera                                      | Giappone                                      | Russia                                        |
| 2017 | Pechino                | Canada                                        | Russia                                        | Scozia                                        |
| 2018 | North Bay              | Canada                                        | Svezia                                        | Russia                                        |
| 2019 | Silkeborg              | Svizzera                                      | Svezia                                        | Corea del Sud                                 |
| 2020 | Prince George          | Cancellato a causa della pandemia di COVID-19 | Cancellato a causa della pandemia di COVID-19 | Cancellato a causa della pandemia di COVID-19 |
| 2021 | Calgary                | Svizzera                                      | RCF                                           | Stati Uniti                                   |
| 2022 | Prince George          | Svizzera                                      | Corea del Sud                                 | Canada                                        |
| 2023 | Sandviken              | Svizzera                                      | Norvegia                                      | Canada                                        |
| 2024 | Sydney                 | Canada                                        | Svizzera                                      | Corea del Sud                                 |
| 2025 | Uijeongbu              | Canada                                        | Svizzera                                      | Cina                                          |

### Misto
| Anno | Luogo      | Oro                                           | Argento                                       | Bronzo                                        |
| ---- | ---------- | --------------------------------------------- | --------------------------------------------- | --------------------------------------------- |
| 2015 | Berna      | Norvegia                                      | Svezia                                        | Cina                                          |
| 2016 | Kazan'     | Russia                                        | Svezia                                        | Scozia                                        |
| 2017 | Champéry   | Scozia                                        | Canada                                        | Rep. Ceca                                     |
| 2018 | Kelowna    | Canada                                        | Spagna                                        | Russia                                        |
| 2019 | Aberdeen   | Canada                                        | Germania                                      | Norvegia                                      |
| 2020 | Aberdeen   | Cancellato a causa della pandemia di COVID-19 | Cancellato a causa della pandemia di COVID-19 | Cancellato a causa della pandemia di COVID-19 |
| 2021 | Aberdeen   | Cancellato a causa della pandemia di COVID-19 | Cancellato a causa della pandemia di COVID-19 | Cancellato a causa della pandemia di COVID-19 |
| 2022 | Aberdeen   | Canada                                        | Scozia                                        | Svizzera                                      |
| 2023 | Aberdeen   | Svezia                                        | Spagna                                        | Canada                                        |
| 2024 | Aberdeen   | Svezia                                        | Giappone                                      | Svizzera                                      |
| 2025 | Non svolto | Non svolto                                    | Non svolto                                    | Non svolto                                    |

### Doppio misto
| Anno | Luogo             | Oro                                                  | Argento                                       | Bronzo                                        |
| ---- | ----------------- | ---------------------------------------------------- | --------------------------------------------- | --------------------------------------------- |
| 2008 | Vierumäki         | Svizzera Irene Schori Toni Müller                    | Finlandia Anne Malmi Jussi Uusipaavalniemi    | Svezia Marie Persson Göran Carlsson           |
| 2009 | Cortina d'Ampezzo | Svizzera Toni Müller Irene Schori                    | Ungheria György Nagy Ildiko Szekeres          | Canada Sean Grassie Allison Nimik             |
| 2010 | Čeljabinsk        | Russia Petr Dron Jana Nekrosova                      | Nuova Zelanda Sean Becker Bridget Becker      | Cina Zhang Zhipeng Sun Yue                    |
| 2011 | Saint Paul        | Svizzera Sven Michel Alina Pätz                      | Russia Aleksej Celousov Alina Kovalëva        | Francia Amaury Pernette Pauline Jeanneret     |
| 2012 | Erzurum           | Svizzera Nadine Lehmann Martin Rios                  | Svezia Camilla Johansson Per Noréen           | Austria Claudia Toth Christian Roth           |
| 2013 | Fredericton       | Ungheria Dorottya Palancsa Zsolt Kiss                | Svezia Elisabeth Norredahl Fredrik Hallström  | Rep. Ceca Zuzana Hájková Tomáš Paul           |
| 2014 | Dumfries          | Svizzera Reto Gribi Michelle Gribi                   | Svezia Per Noréen Camilla Johansson           | Spagna Sergio Vez Labrador Irantzu Garcia Vez |
| 2015 | Soči              | Ungheria Dorottya Palancsa Zsolt Kiss                | Svezia Camilla Johansson Per Noréen           | Norvegia Kristin Skaslien Magnus Nedregotten  |
| 2016 | Karlstad          | Russia Aleksandr Krušel'nickij Anastasija Bryzgalova | Cina Ba Dexin Wang Rui                        | Stati Uniti Joe Polo Tabitha Peterson         |
| 2017 | Lethbridge        | Svizzera Martin Rios Jenny Perret                    | Canada Reid Carruthers Joanne Courtney        | Cina Ba Dexin Rui Wang                        |
| 2018 | Östersund         | Svizzera Michèle Jäggi Sven Michel                   | Russia Marija Komarova Daniil Gorjačev        | Canada Laura Crocker Kirk Muyres              |
| 2019 | Stavanger         | Svezia Anna Hasselborg Oskar Eriksson                | Canada Jocelyn Peterman Brett Gallant         | Stati Uniti Cory Christensen John Shuster     |
| 2020 | Kelowna           | Cancellato a causa della pandemia di COVID-19        | Cancellato a causa della pandemia di COVID-19 | Cancellato a causa della pandemia di COVID-19 |
| 2021 | Aberdeen          | Scozia Jenn Dodds Bruce Mouat                        | Norvegia Kristin Skaslien Magnus Nedregotten  | Svezia Almida de Val Oskar Eriksson           |
| 2022 | Ginevra           | Scozia Eve Muirhead Bobby Lammie                     | Svizzera Alina Pätz Sven Michel               | Germania Pia-Lisa Schöll Klaudius Harsch      |
| 2023 | Gangneung         | Stati Uniti Cory Thiesse Korey Dropkin               | Giappone Chiaki Matsumura Yasumasa Tanida     | Norvegia Martine Rønning Mathias Brænden      |
| 2024 | Östersund         | Svezia Isabella Wranå Rasmus Wranå                   | Estonia Marie Kaldvee Harri Lill              | Norvegia Kristin Skaslien Magnus Nedregotten  |
| 2025 | Fredericton       | Italia Stefania Constantini Amos Mosaner             | Scozia Jennifer Dodds Bruce Mouat             | Australia Tahli Gill Dean Hewitt              |

## Atleti più premiati e vincenti

### Maschile
Atleta più premiato:
- Peter Smith ( Scozia)

Atleta più vincente:
- Randy Ferbey ( Canada)

### Femminile
Atleta più premiata:
- Dordi Nordby ( Norvegia)

Atleta più vincente:
- Louise Marmont ( Svezia)

### Doppio misto
Atleti più premiati:
- :  Per Noréen
- :  Camilla Johansson

Atleti più vincenti:
- :  Toni Müller,  Zsolt Kiss
- :  Irene Schori,  Dorottya Palancsa

## Medagliere

### Maschile
Aggiornato all'edizione del 2025.
| Pos. | Nazione     | Oro | Argento | Bronzo | Totale |
| ---- | ----------- | --- | ------- | ------ | ------ |
| 1    | Canada      | 36  | 14      | 8      | 58     |
| 2    | Svezia      | 12  | 8       | 7      | 27     |
| 3    | Scozia      | 7   | 21      | 9      | 37     |
| 4    | Stati Uniti | 4   | 5       | 13     | 22     |
| 5    | Norvegia    | 4   | 5       | 9      | 18     |
| 6    | Svizzera    | 3   | 7       | 12     | 22     |
| 7    | Germania    | 0   | 5       | 5      | 10     |
| 8    | Danimarca   | 0   | 1       | 2      | 3      |
| 9    | Finlandia   | 0   | 0       | 2      | 2      |
| 9    | Italia      | 0   | 0       | 2      | 2      |
| 11   | Francia     | 0   | 0       | 1      | 1      |

### Femminile
Aggiornato all'edizione del 2025.
| Pos. | Nazione       | Oro | Argento | Bronzo | Totale |
| ---- | ------------- | --- | ------- | ------ | ------ |
| 1    | Canada        | 19  | 8       | 11     | 38     |
| 2    | Svizzera      | 10  | 4       | 5      | 19     |
| 3    | Svezia        | 8   | 10      | 7      | 25     |
| 4    | Norvegia      | 2   | 5       | 7      | 14     |
| 5    | Scozia        | 2   | 4       | 6      | 12     |
| 6    | Germania      | 2   | 3       | 3      | 8      |
| 7    | Stati Uniti   | 1   | 5       | 1      | 7      |
| 8    | Danimarca     | 1   | 2       | 5      | 8      |
| 9    | Cina          | 1   | 1       | 2      | 4      |
| 10   | Russia        | 0   | 2       | 4      | 6      |
| 11   | Corea del Sud | 0   | 1       | 2      | 3      |
| 12   | Giappone      | 0   | 1       | 0      | 1      |

### Misto
Aggiornato all'edizione del 2023.
| Pos. | Nazione   | Oro | Argento | Bronzo | Totale |
| ---- | --------- | --- | ------- | ------ | ------ |
| 1    | Canada    | 3   | 1       | 1      | 5      |
| 2    | Scozia    | 1   | 1       | 1      | 3      |
| 3    | Svezia    | 1   | 2       | 0      | 3      |
| 4    | Norvegia  | 1   | 0       | 1      | 2      |
| 4    | Russia    | 1   | 0       | 1      | 2      |
| 6    | Spagna    | 0   | 2       | 0      | 2      |
| 7    | Germania  | 0   | 1       | 0      | 1      |
| 8    | Cina      | 0   | 0       | 1      | 1      |
| 8    | Rep. Ceca | 0   | 0       | 1      | 1      |
| 8    | Svizzera  | 0   | 0       | 1      | 1      |

### Doppio misto
Aggiornato all'edizione del 2025.
| Pos. | Nazione       | Oro | Argento | Bronzo | Totale |
| ---- | ------------- | --- | ------- | ------ | ------ |
| 1    | Svizzera      | 7   | 1       | 0      | 8      |
| 2    | Russia        | 2   | 2       | 0      | 4      |
| 3    | Ungheria      | 2   | 1       | 0      | 3      |
| 3    | Scozia        | 2   | 1       | 0      | 3      |
| 5    | Svezia        | 2   | 4       | 2      | 8      |
| 6    | Stati Uniti   | 1   | 0       | 2      | 3      |
| 7    | Italia        | 1   | 0       | 0      | 1      |
| 8    | Canada        | 0   | 2       | 2      | 4      |
| 9    | Cina          | 0   | 1       | 2      | 3      |
| 9    | Norvegia      | 0   | 1       | 3      | 4      |
| 11   | Finlandia     | 0   | 1       | 0      | 1      |
| 11   | Giappone      | 0   | 1       | 0      | 1      |
| 11   | Nuova Zelanda | 0   | 1       | 0      | 1      |
| 11   | Estonia       | 0   | 1       | 0      | 1      |
| 15   | Austria       | 0   | 0       | 1      | 1      |
| 15   | Francia       | 0   | 0       | 1      | 1      |
| 15   | Germania      | 0   | 0       | 1      | 1      |
| 15   | Rep. Ceca     | 0   | 0       | 1      | 1      |
| 15   | Spagna        | 0   | 0       | 1      | 1      |
| 15   | Australia     | 0   | 0       | 1      | 1      |